# BFW M.27
O BFW M.27, por vezes chamado de Messerschmitt M.27, foi uma aeronave desportiva e de treino, com dois lugares, de asa baixa e cockpit aberto.